# Liriomyza bogotensis
Liriomyza bogotensis är en tvåvingeart som beskrevs av Sanabria de Arevalo 1993. Liriomyza bogotensis ingår i släktet Liriomyza och familjen minerarflugor.
Artens utbredningsområde är Colombia. Inga underarter finns listade i Catalogue of Life.